# Psittacara
Psittacara (лат.) — род птиц из трибы Arini подсемейства Arinae семейства попугаевых (Psittacidae). Виды этого рода встречаются в Центральной и Южной Америке, на Карибах, а один вид достигает юга США. До 2013 года все виды были отнесены к роду Aratinga. Многие из видов Psittacara разводятся в неволе или содержатся в качестве попугаев-компаньонов.

## Таксономия
Представители этого рода ранее были отнесены к роду Aratinga. Молекулярно-филогенетические исследования показали, что род Aratinga не является монофилетическим, поэтому для создания монофилектических родов Джеймс Ван Ремсен-младший и его коллеги в 2013 году предложили разделить Aratinga и переместить группу видов в возрожденный род Psittacara. Род был выделен в 1825 году ирландским зоологом Николасом Эйлуордом Вигорсом с использованием белоглазой аратинги в качестве типового вида.

## Виды
Род включает 13 видов, включая один, ныне вымерший:
- Мексиканская аратинга, Psittacara holochlorus
- Psittacara brevipes
- Psittacara rubritorquis
- Psittacara strenuus
- Колумбийская аратинга, Psittacara wagleri
- Psittacara frontatus
- Краснолицая аратинга, Psittacara mitratus
- Красноголовая аратинга, Psittacara erythrogenys
- Аратинга Финша, Psittacara finschi
- Белоглазая аратинга, Psittacara leucophthalmus
- Кубинская аратинга, Psittacara euops
- Гаитийская аратинга, Psittacara chloropterus
- †Psittacara maugei